# Alda die Jüngere
Alda (* vermutlich 925; † 954) war Markgräfin von Spoleto und entstammte der Familie der Bosoniden. Zur Unterscheidung von ihrer gleichnamigen Mutter wird sie auch Alda die Jüngere genannt, nach der Herkunft ihres Vaters auch Alda von Provence.
Alda ist die Tochter von Hugo von Arles und Alda von Italien und Schwester König Lothars von Italien. Im Jahr 936 heiratete sie ihren Stiefbruder Alberich II. von Spoleto, einen der einflussreichsten Fürsten seiner Zeit, der in Quellen als princeps ac senator omnium Romanorum, also Herrscher über Rom, bezeichnet wird.
Ihr Sohn war Oktavian, der später als Papst Johannes XII. (* 937 oder 939) bekannt wurde.